# امبراتريز
امبراتريز هي بلدية في البرازيل، تتبع مارانهاو، بلغ عدد سكانها 247٬505  نسمة، في 2010، تبلغ مساحتها 1٬368٫987 كيلومتر مربع، رمزها البريدي هو 65900-000.

## المناخ
يظهر الجدول التالي التغييرات المناخية على مدار السنة لامبراتريز:
| البيانات المناخية لـامبراتريز     | البيانات المناخية لـامبراتريز | البيانات المناخية لـامبراتريز | البيانات المناخية لـامبراتريز | البيانات المناخية لـامبراتريز | البيانات المناخية لـامبراتريز | البيانات المناخية لـامبراتريز | البيانات المناخية لـامبراتريز | البيانات المناخية لـامبراتريز | البيانات المناخية لـامبراتريز | البيانات المناخية لـامبراتريز | البيانات المناخية لـامبراتريز | البيانات المناخية لـامبراتريز | البيانات المناخية لـامبراتريز |
| الشهر                             | يناير                         | فبراير                        | مارس                          | أبريل                         | مايو                          | يونيو                         | يوليو                         | أغسطس                         | سبتمبر                        | أكتوبر                        | نوفمبر                        | ديسمبر                        | المعدل السنوي                 |
| --------------------------------- | ----------------------------- | ----------------------------- | ----------------------------- | ----------------------------- | ----------------------------- | ----------------------------- | ----------------------------- | ----------------------------- | ----------------------------- | ----------------------------- | ----------------------------- | ----------------------------- | ----------------------------- |
| متوسط درجة الحرارة الكبرى °م (°ف) | 30 (86)                       | 29 (84)                       | 31 (88)                       | 31 (88)                       | 32 (90)                       | 32 (90)                       | 32 (90)                       | 33 (91)                       | 33 (91)                       | 32 (90)                       | 32 (90)                       | 31 (88)                       | 32 (90)                       |
| متوسط درجة الحرارة الصغرى °م (°ف) | 22 (72)                       | 22 (72)                       | 22 (72)                       | 22 (72)                       | 21 (70)                       | 19 (66)                       | 15 (59)                       | 15 (59)                       | 17 (63)                       | 21 (70)                       | 22 (72)                       | 23 (73)                       | 22 (72)                       |
| الهطول سم (إنش)                   | 22 (8.7)                      | 22 (8.7)                      | 19 (7.5)                      | 19 (7.5)                      | 5 (2.0)                       | 1 (0.4)                       | 0.6 (0.2)                     | 1 (0.4)                       | 3 (1.2)                       | 5 (2.0)                       | 12 (4.7)                      | 19 (7.5)                      | 132 (52)                      |
| المصدر: Weatherbase               |                               |                               |                               |                               |                               |                               |                               |                               |                               |                               |                               |                               |                               |

## أعلام
- ماركوس ليما
- رودريغو سيلفا دوس سانتوس